# Canigou
Il Canigou (in lingua catalana: Canigó) è una montagna dei Pirenei alta 2.784 metri. Si trova interamente nel territorio della Francia, nella regione dell'Occitania e nel dipartimento dei Pirenei Orientali. Per via dei suoi fianchi taglienti e della sua vicinanza alla costa, fino al XVIII secolo è stata considerata la vetta più alta dei Pirenei.
Il ministero francese dell'Ecologia, dello Sviluppo sostenibile e dell'Energia, per bocca della sua ministra, M.me Delphine Batho, ha dichiarato il massiccio del Canigó, addì 13 luglio 2012, un grande sito nazionale di Francia, per cui ha cambiato ufficialmente la denominazione francese di Canigou per il suo nome in catalano Canigó. 
Nella spiegazione offerta dal citato ministero francese, la si.ra D. Batho, ha considerato il Canigó come una montagna sacra dei catalani.